# 77老大
77老大（1983年7月11日—），本名曾軒彥，是台灣YouTuber，畢業於長庚大學中醫學系。原先是中醫師，2018年底開始經營Youtube頻道。影片以美容保養、或者兩性情感為多。

## 外部連結
- 77老大的Facebook專頁
- 77老大的Instagram帳戶
- YouTube上的77老大頻道